# Як їжачок і ведмедик зустрічали Новий рік
«Як їжачок і ведмедик зустрічали Новий Рік» — анімаційний фільм 1975 року Творчого об'єднання художньої мультиплікації студії Київнаукфільм за казкою Сергія Козлова, режисер — Алла Грачова.

## Над мультфільмом працювали
- Автор сценарію: Сергій Козлов
- Режисер-постановник: Алла Грачова
- Художник-постановник: Іван Будз
- Композитор: Леся Дичко
- Оператор: Анатолій Гаврилов
- Звукооператор: Ігор Погон
- Художники-мультиплікатори: Костянтин Чикін, Марк Драйцун, Олександр Лавров
- Асистенти: А. Криворотенко, А. Савчук, Юна Срібницька, А. Ібадулаєв
- Ролі озвучували: Володимир Коршун, Юрій Самсонов
- Редактор: Світлана Куценко
- Директор картини: Іван Мазепа